# Покровка (Лукояновский район)
Покровка — село в Лукояновском районе Нижегородской области России. Входит в состав городского поселения Рабочий посёлок им Степана Разина.

## География
Село находится в юго-восточной части Нижегородской области, в зоне хвойно-широколиственных лесов, на берегах реки Ирсы, при автодороге 22Н-2830, на расстоянии приблизительно 31 километра (по прямой) к юго-западу от города Лукоянова, административного центра района. Абсолютная высота — 156 метров над уровнем моря.
Лес окружает Покровку с трёх сторон. В основном это смешанный лес, но есть кварталы хвойного и лиственного леса. Произрастают лекарственные растения: мать-и-мачеха, одуванчик, зверобой, пырей и многие другие. В лесах обитают многие виды животных: лоси, хорьки, кабаны, лисицы, волки, зайцы, белки, куницы и барсуки. Широко представлен и пернатый мир леса. Есть тетерева, глухари, кукушки, дятлы и другие виды птиц.
Почвы вблизи села, в основном, представлены серым суглинком. В сторону села Печи появляется глинистый песок.

## Климат
Климат характеризуется как умеренно континентальный, с тёплым летом и холодной многоснежной зимой. Среднегодовая температура — 3,6 °C. Средняя температура воздуха самого тёплого месяца (июля) — 19,2 °C (абсолютный максимум — 39 °C); самого холодного (января) — −12,1 °C (абсолютный минимум — −44 °C). Безморозный период длится в среднем 210 дней. Среднегодовое количество атмосферных осадков составляет около 544 мм, из которых 372 мм выпадает в период с апреля по октябрь.

## История
Село образовалось в середине XIX столетия. Известно, что в 1864 году несколько семей из с. Азрапино (Починковский район) переселились на берега р. Ирсы. Спустя четыре года к поселению присоединились ещё 14 семей из села Тагаева (Починковский район). Образовалось два крыла поселения. Правое крыло принадлежало выходцам из Азрапино, левое — выходцам из Тагаева. Однако уже с первых лет жизни между ними стали вспыхивать разногласия из-за пользования землями, сенными покосами, выгонами для скота. Дело доходило до серьёзных столкновений. В итоге жители собрались на сход и заключили между собой договор о мирной, добрососедской жизни. Место, где заключали этот договор, назвали Мироновым проулком. Через семь лет сельчане собственными силами построили церковь в честь Покрова Пресвятой Богородицы. Название села связано именно с этой церковью. Покровка, т. е. село, созданное по Божественному Провидению Богородицы.

## Население
| 2002 | 2010 |
| ---- | ---- |
| 251  | ↘191 |

Национальный состав
Согласно результатам переписи 2002 года, в национальной структуре населения русские составляли 100 % из 251 чел.